# Biserica de lemn din Subpiatră

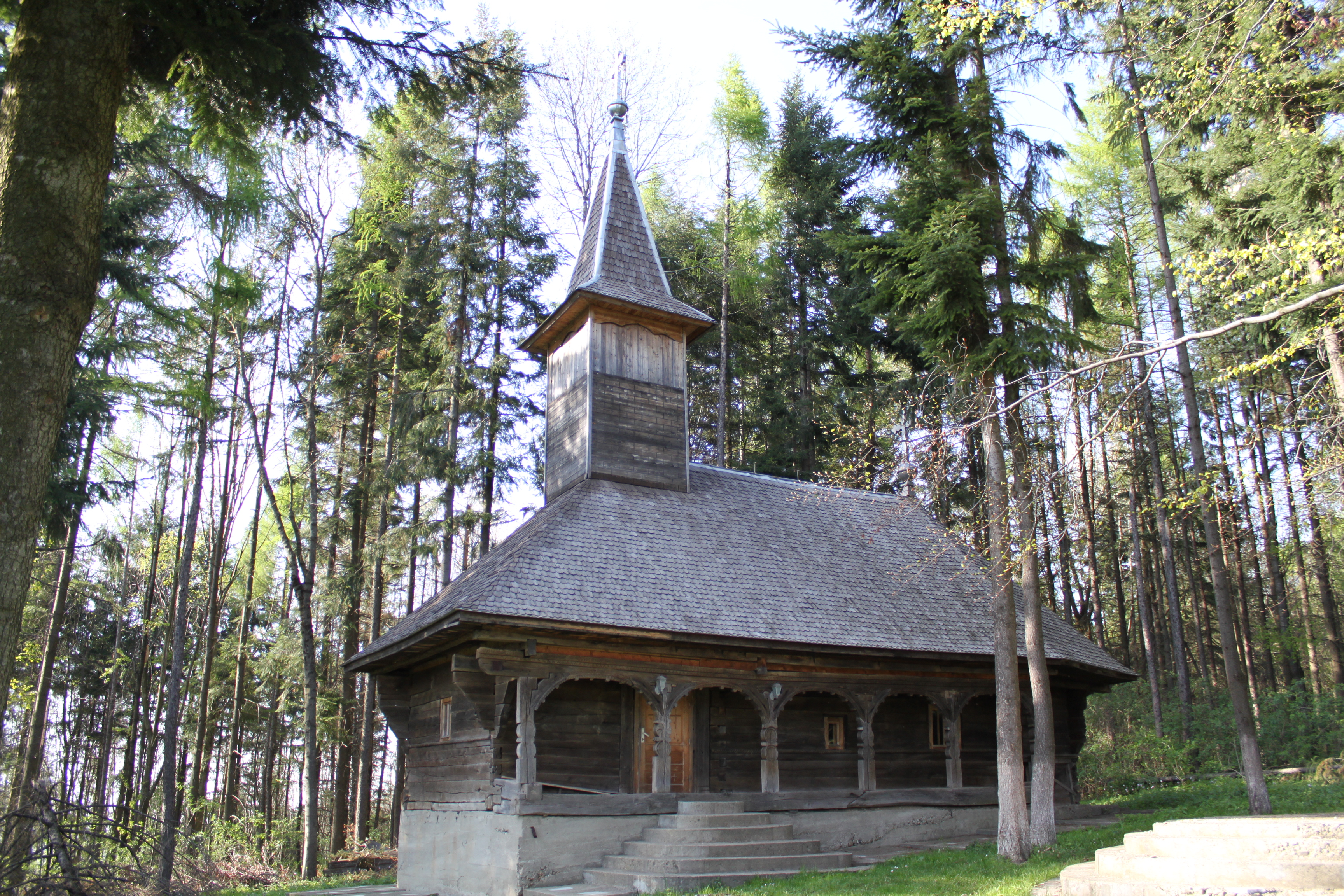
Biserica de lemn din Subpiatră, județul Bihor acum biserica schitului Poiana Florilor, județul Bihor

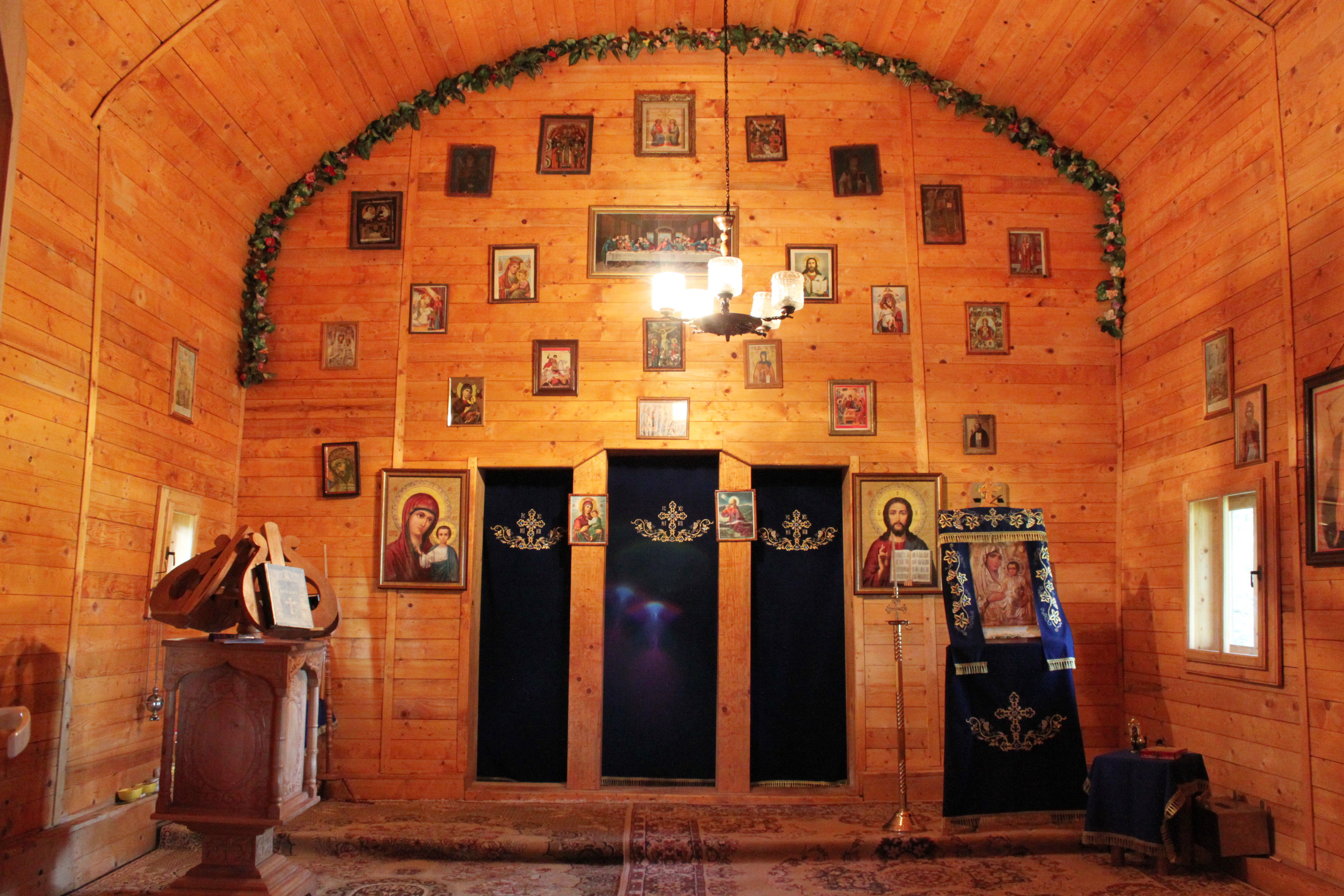
Biserica de lemn din Subpiatră, județul Bihor - interiorul bisericii. Vedere spre intrarile în altar

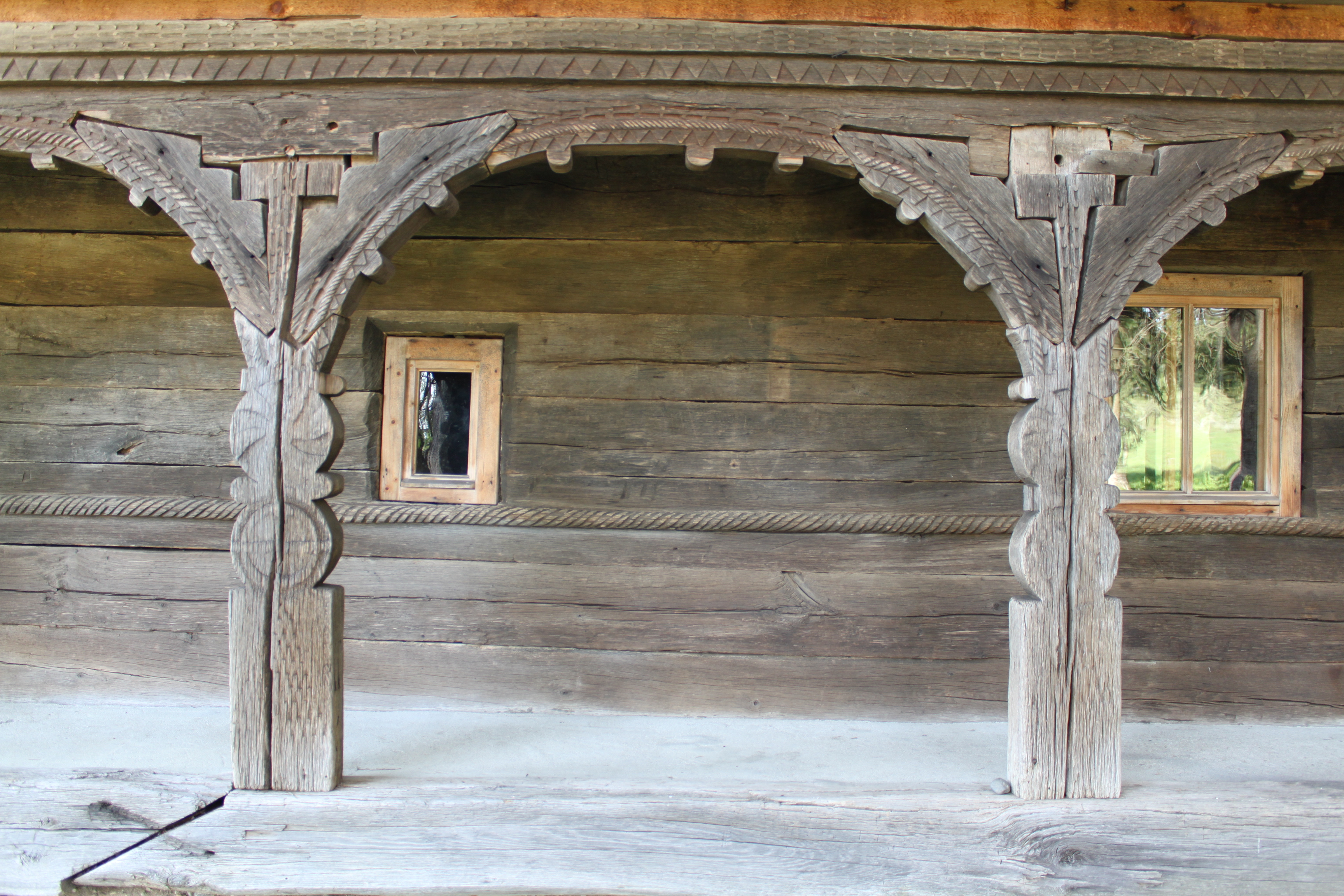
Biserica de lemn din Subpiatră, stâlpi ai pridvorului

Biserica de lemn din Subpiatră și-a găsit în ultimii ani o nouă casă. După înființarea schitului Sfântul Ilie din Poiana Florilor în anul 1997, biserica de lemn din satul Subpiatră nemaifiind folosită de comunitatea credincioșilor din acest sat a fost mutată pentru a sluji ca biserică a schitului. Aflată într-un cadru natural aparte, într-o pădure situată la aproximativ 15 km nord de orașul Aleșd, biserica își îndeplinește pe mai departe rolul important pentru care, de altfel, a și fost edificată. Noua listă a monumentelor istorice înregistrează această biserică sub codul  BH-II-m-B-01096.

## Istoric și trăsături
Tradiția păstrată cu privire la biserica de lemn din Subpiatră spune că aceasta a fost cumpărată și adusă cu mai multe perechi de boi din Lugașu de Jos, sat aflat în apropiere, peste albia râului Crișul Repede. Mutarea bisericii s-a făcut fără ca biserica să fie demontată, operațiunea de mutare durând aproape un an. Slujbele erau săvârșite în locul în care se afla biserica.
Momentul în care a fost construită biserica este cunoscut doar indirect, prin intermediul unei inscripții realizate cu ocazia unor renovări ulterioare: "...de Superiori Lugasini ad honores Deo Divinitatis Anno Domini 1770, renovati in 1865". Dacă în ceea ce privește inscripția diversele surse bibliografice sunt de acord, trebuie precizat faptul că în funcție de autor, această inscripție este plasată în două locuri diferite. Primul loc stipulat este peretele vestic al naosului iar cel de-al doilea fiind în interior, pe un perete al altarului. Din păcate, în prezent, biserica are interiorul căptușit cu un înveliș proaspăt de scândură, astfel încât nu se mai pot vedea fragmente din pictura ce altădată împodobea pereții bisericii.
Această pictură a fost finalizată după o perioadă de câțiva ani. O altă inscripție menționează acest lucru: "Finit Alexander Matei Pr.H.P.M.C. 1869...Pontifex Zaharias...sacerdos Gregorius...Jurcuț curator...". Biserica a beneficiat în mai multe rânduri de lucrări de reparații. În anul 1956, biserica a fost reacoperită cu șindrilă, temelia de piatră a fost consolidată iar unele dintre elementele șarpantei au fost înlocuite.
Se remarcă pridvorul aflat pe latura de sud a bisericii. Acesta, format din șase stâlpi frumoși ornamentați cu diferite tipuri de rozete ce se continuă cu contrafișe frumos ornamentate și acestea susțin o grindă ce la rândul ei este împodobită cu un brâu sub forma unui zigzag.
Dintre cărțile de cult ce au făcut parte din patrimoniul bisericii de lemn din Subpiatră sunt amintite o Evanghelie, tipărită la Blaj în anul 1765 precum și un Octoih, tipărit tot la Blaj în anul 1792.

## Galerie de imagini

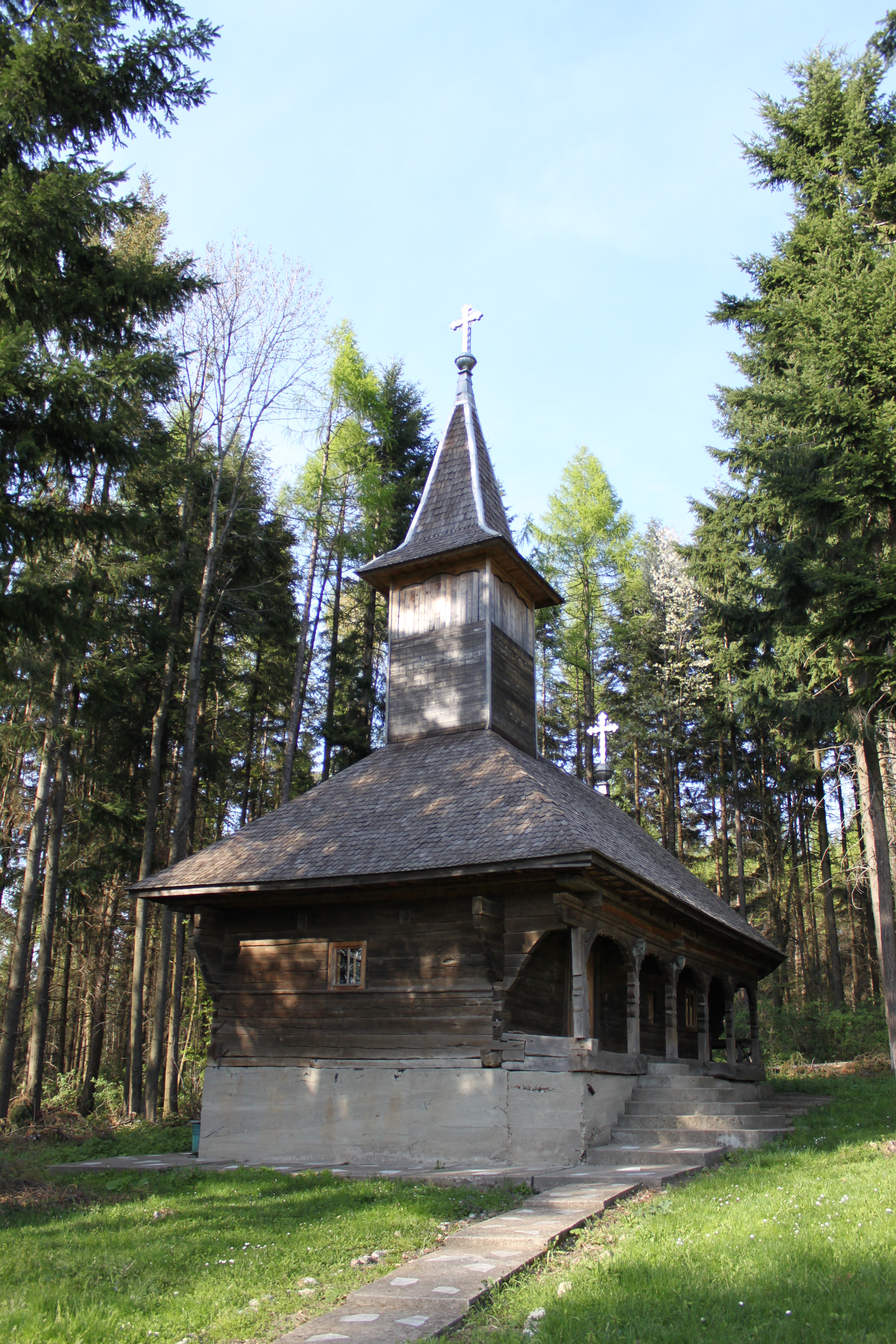
Vedere de ansamblu
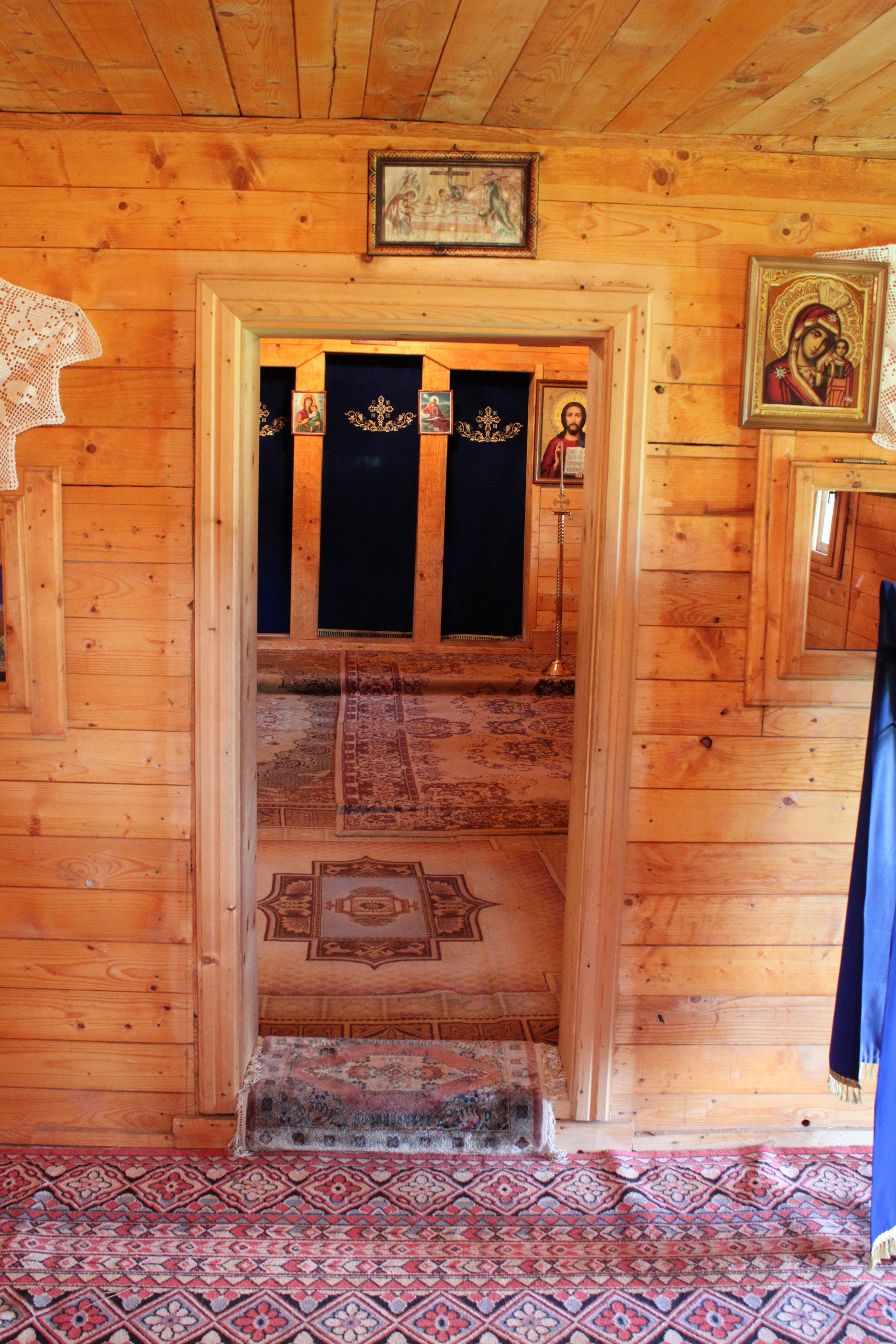
Trecerea din pronaos în naos
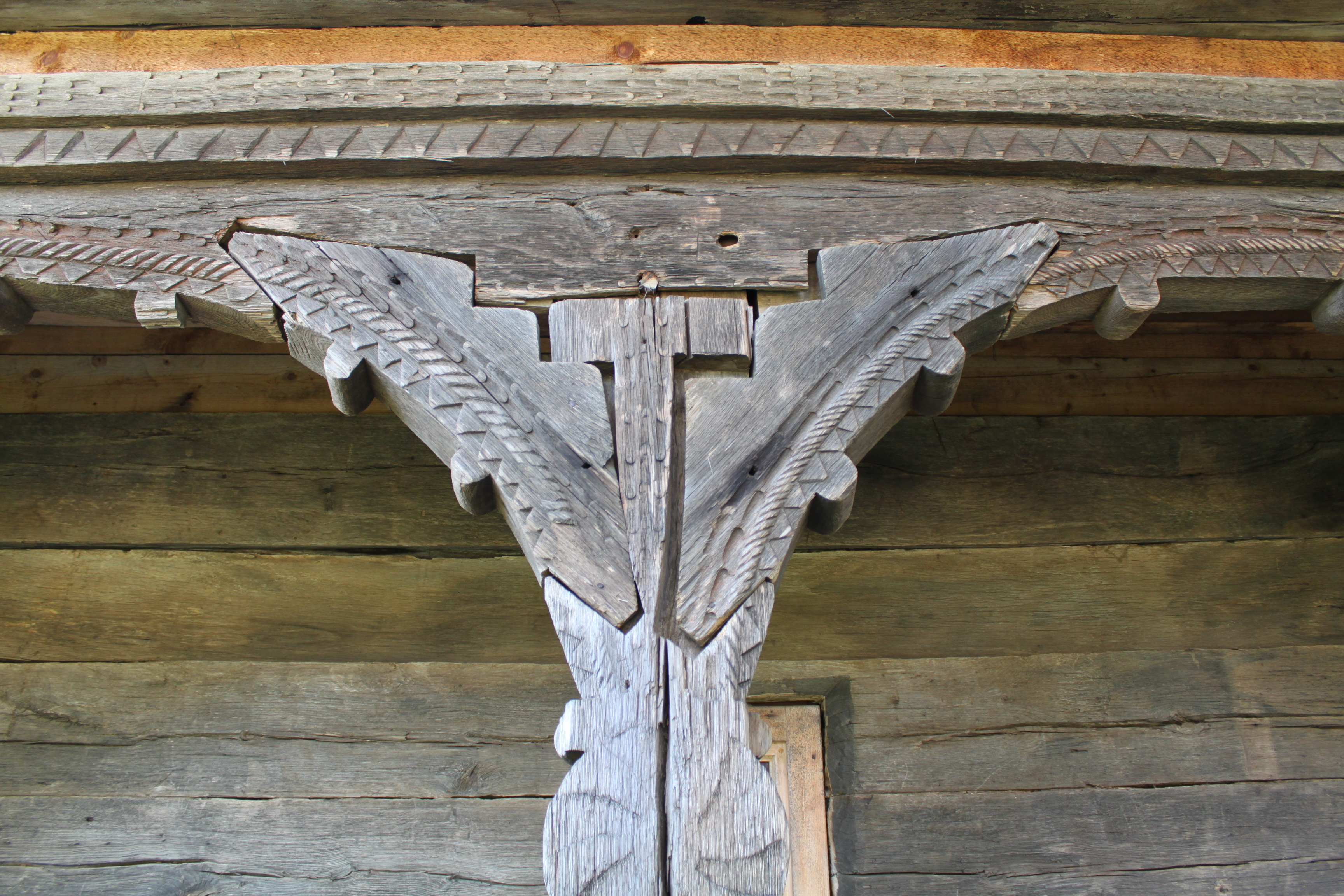
Detaliu, contrafișele stâlpului de la pridvor
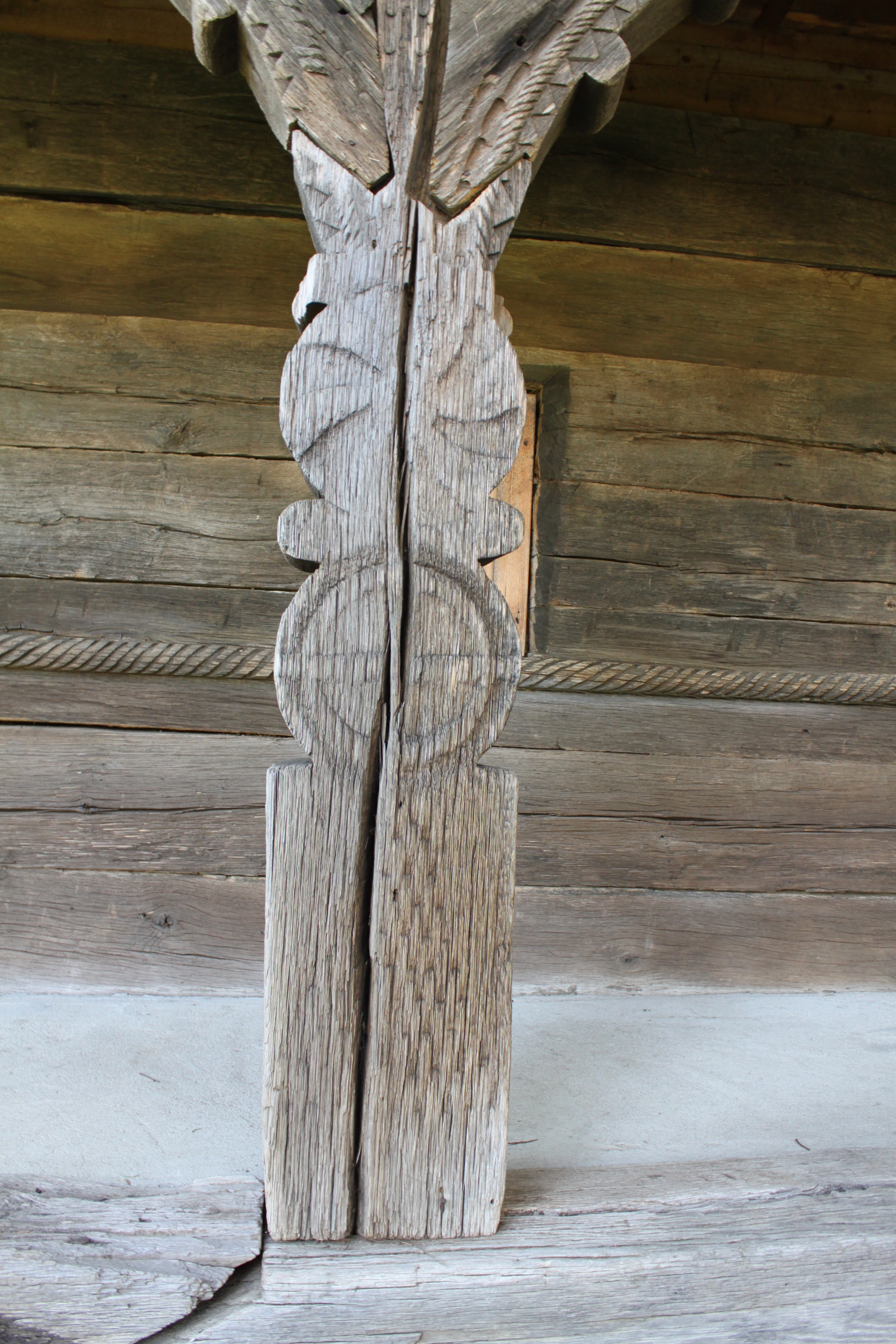
Detaliu, partea inferioară a stâlpului de la pridvor
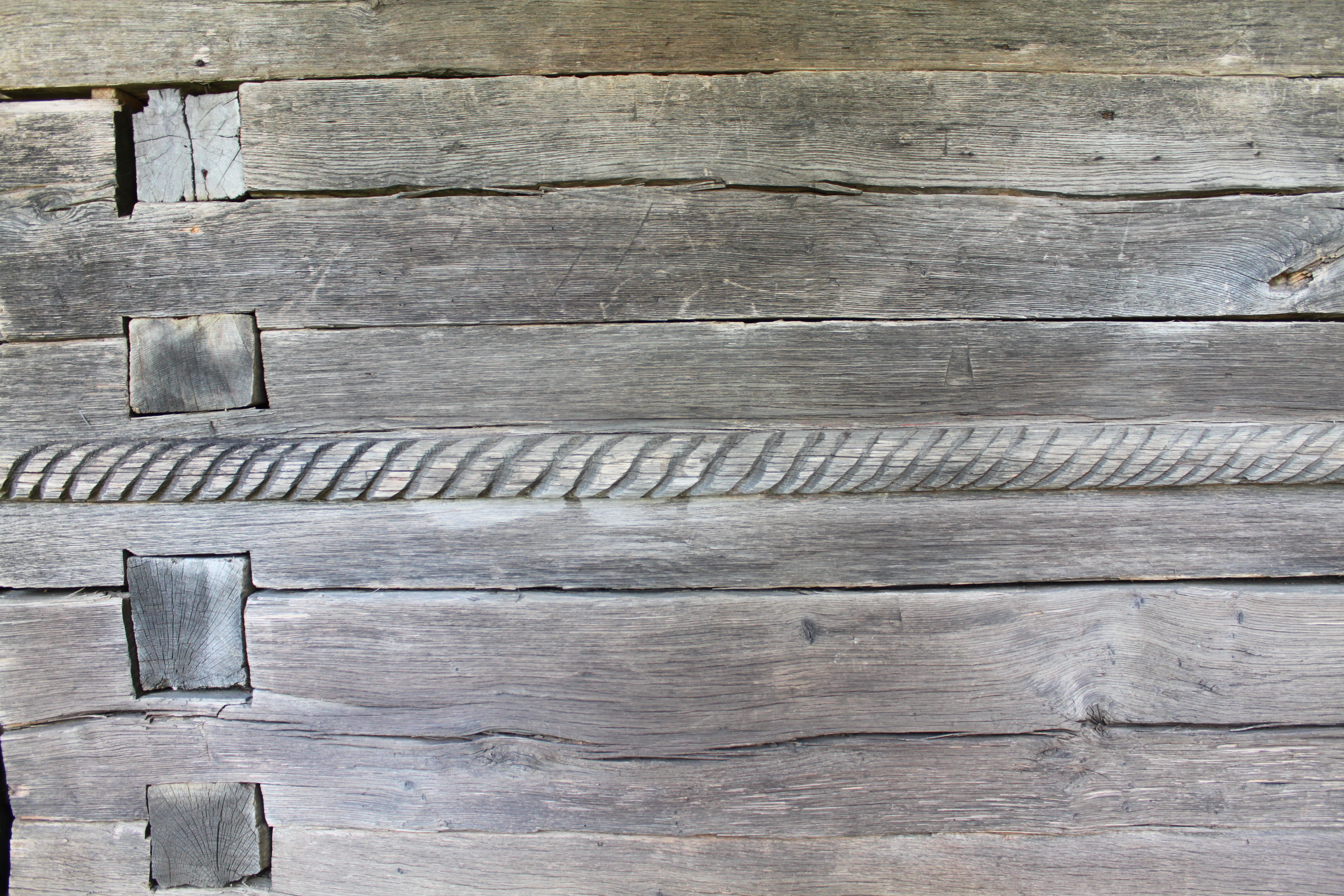
Detaliu, brâul ce înconjoară biserica
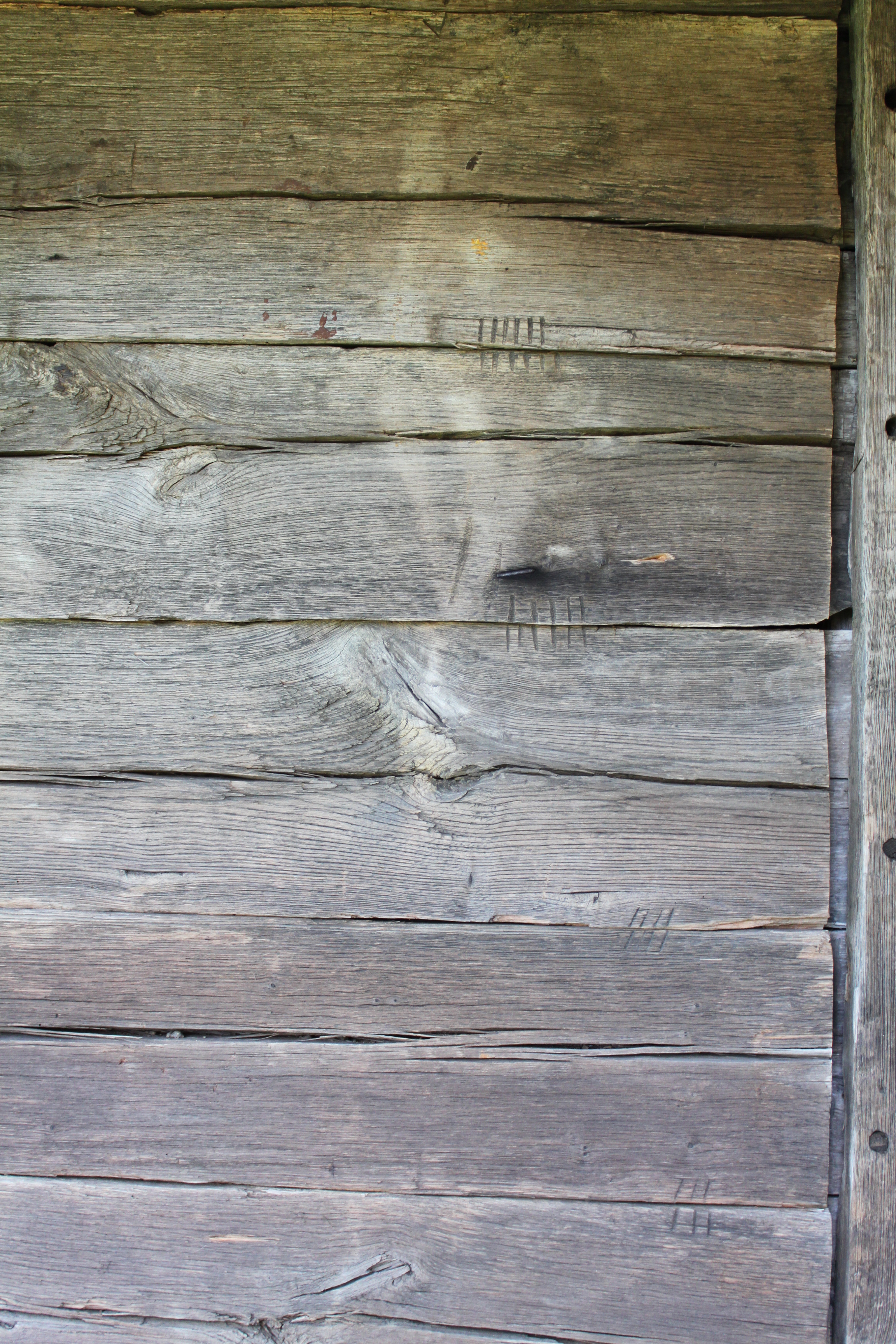
Detaliu, semne de mutare
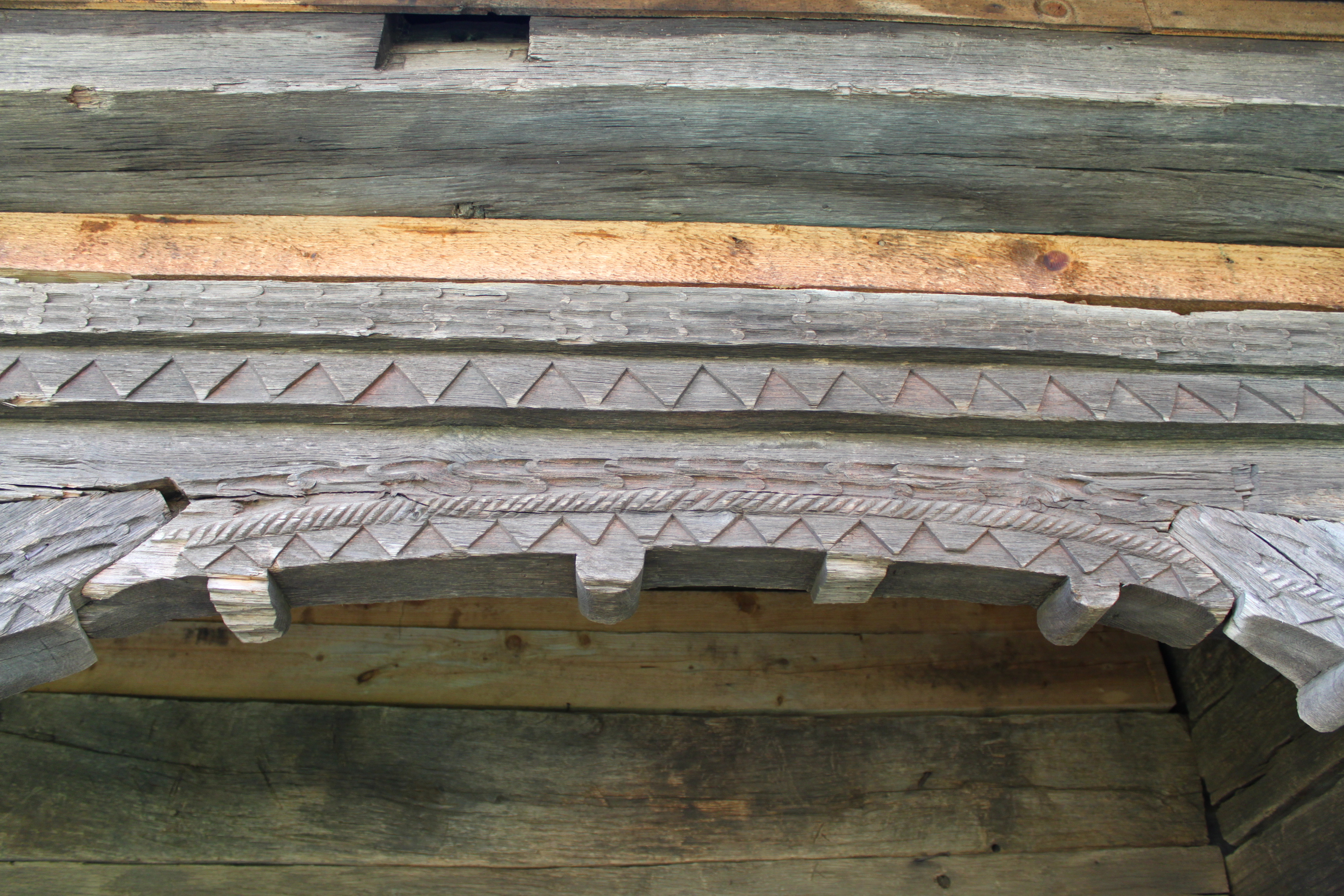
Detaliu, element decorativ la pridvor
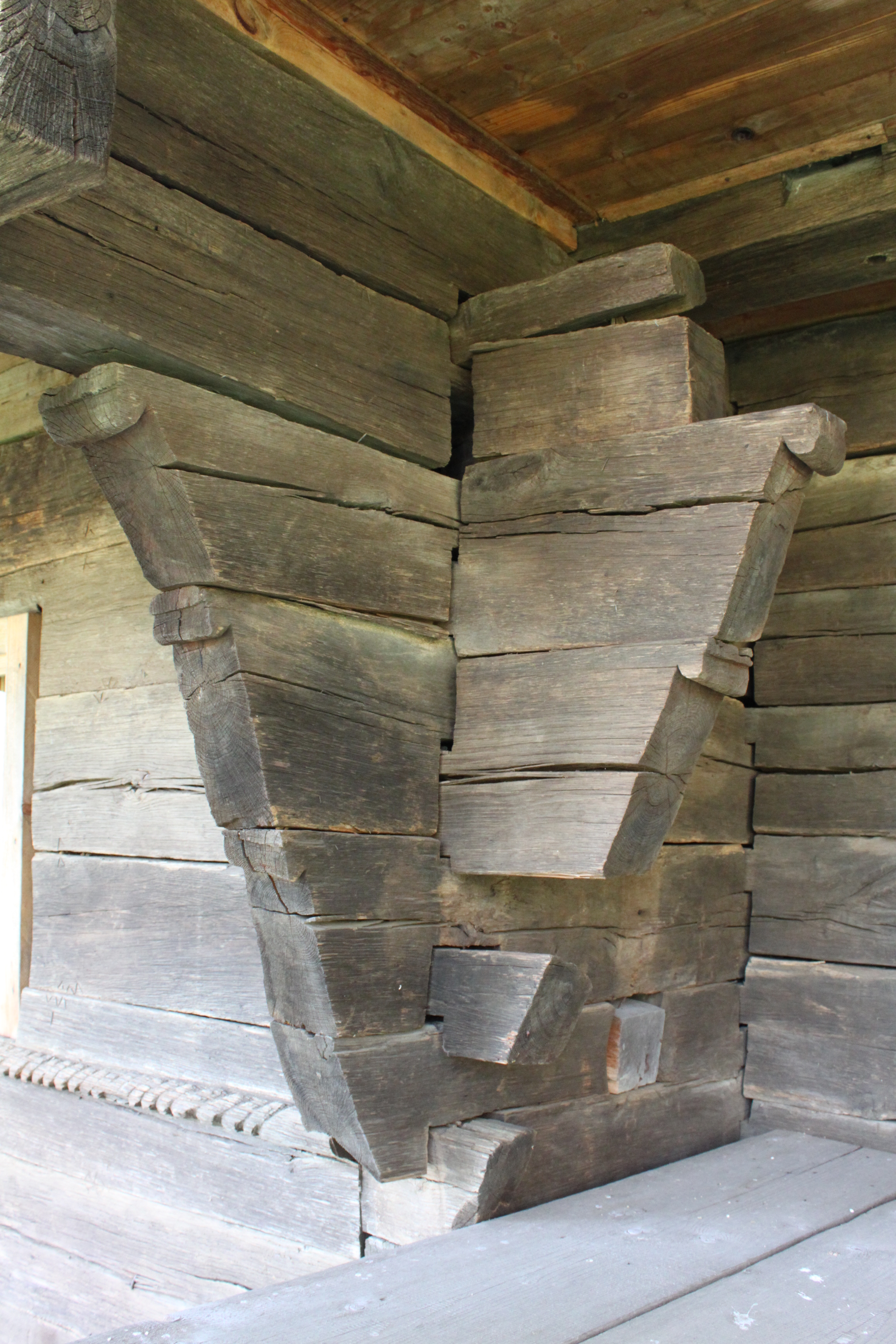
Console
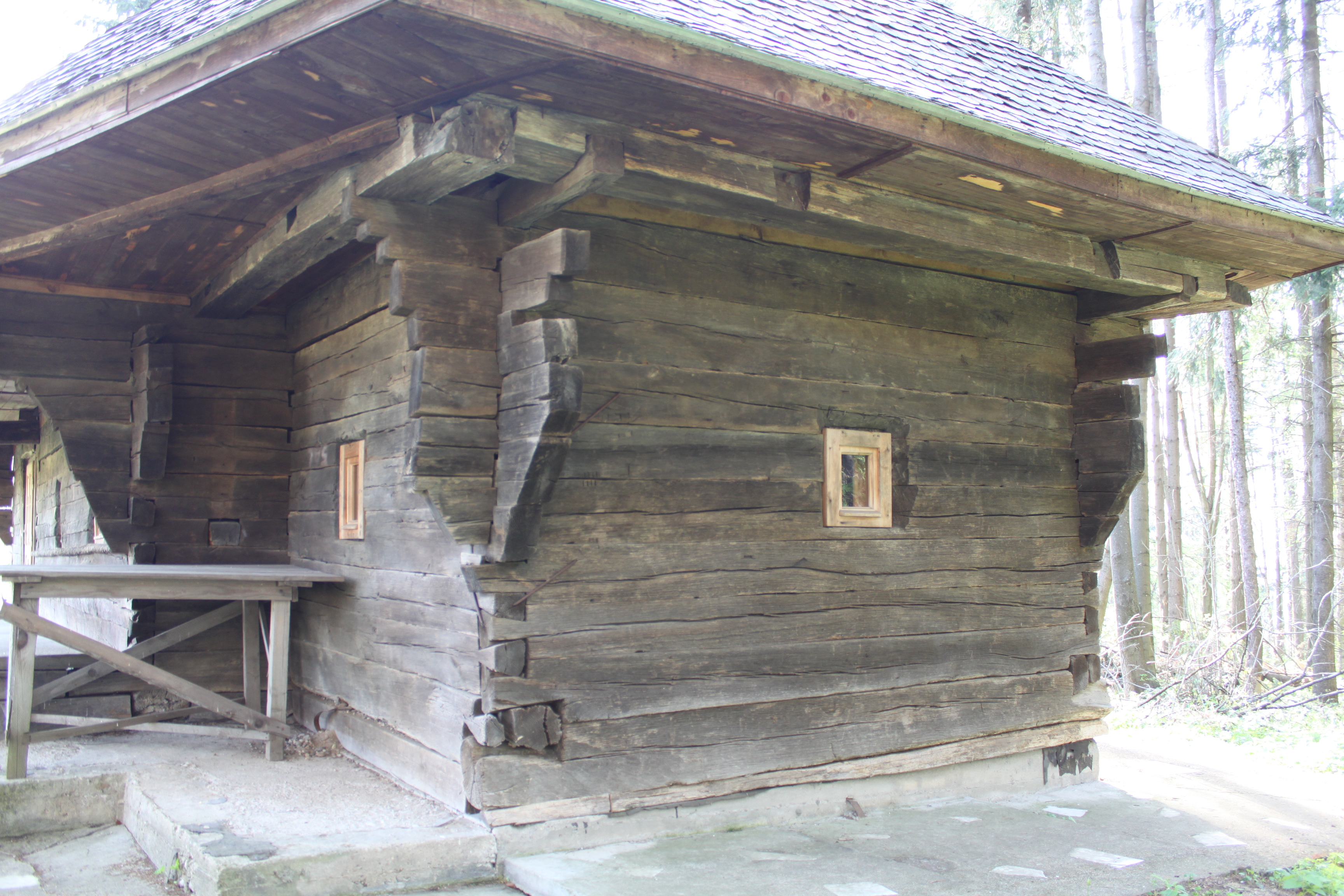
Absida altarului
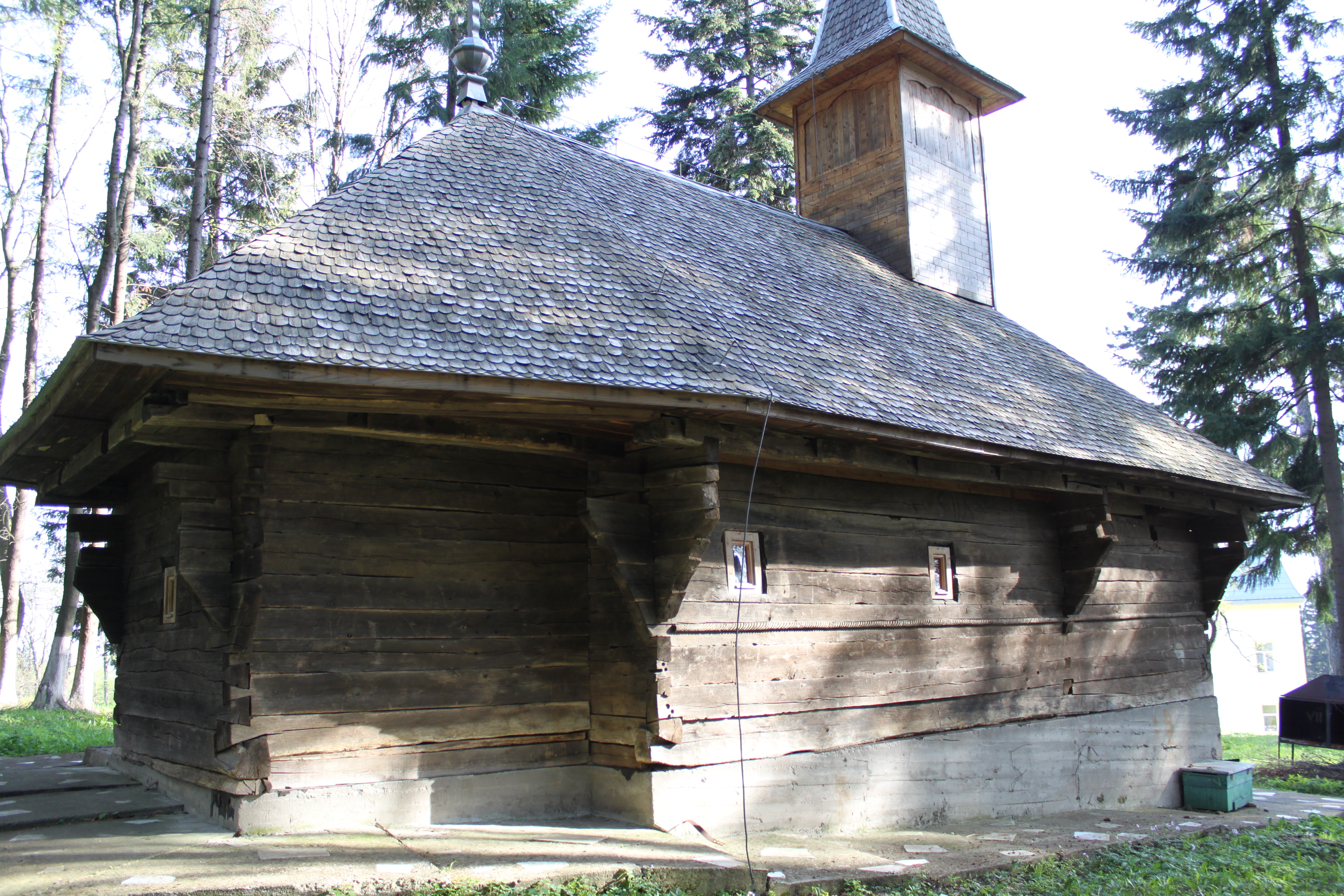
Latura de nord a bisericii
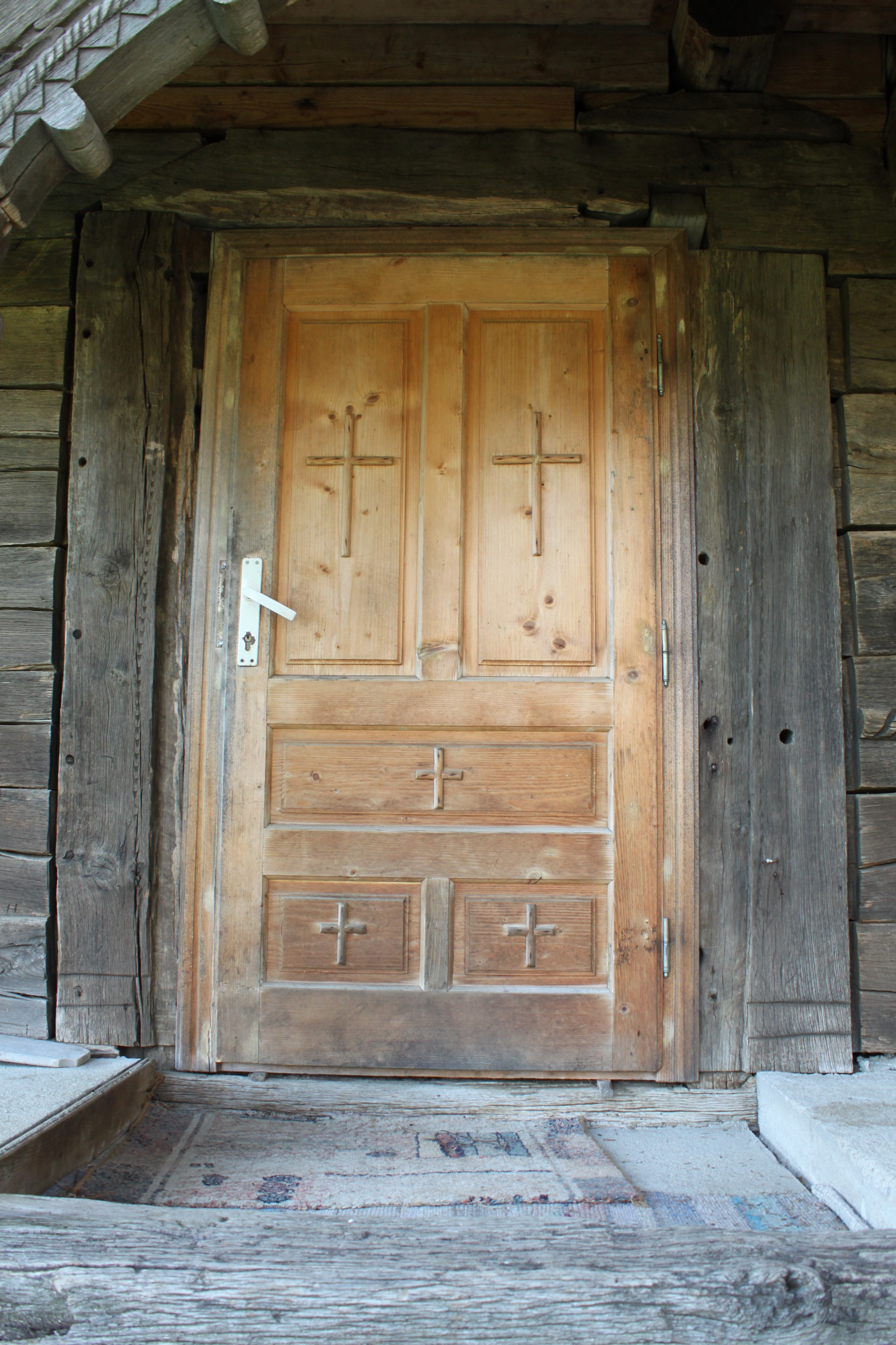
Intrarea în biserică
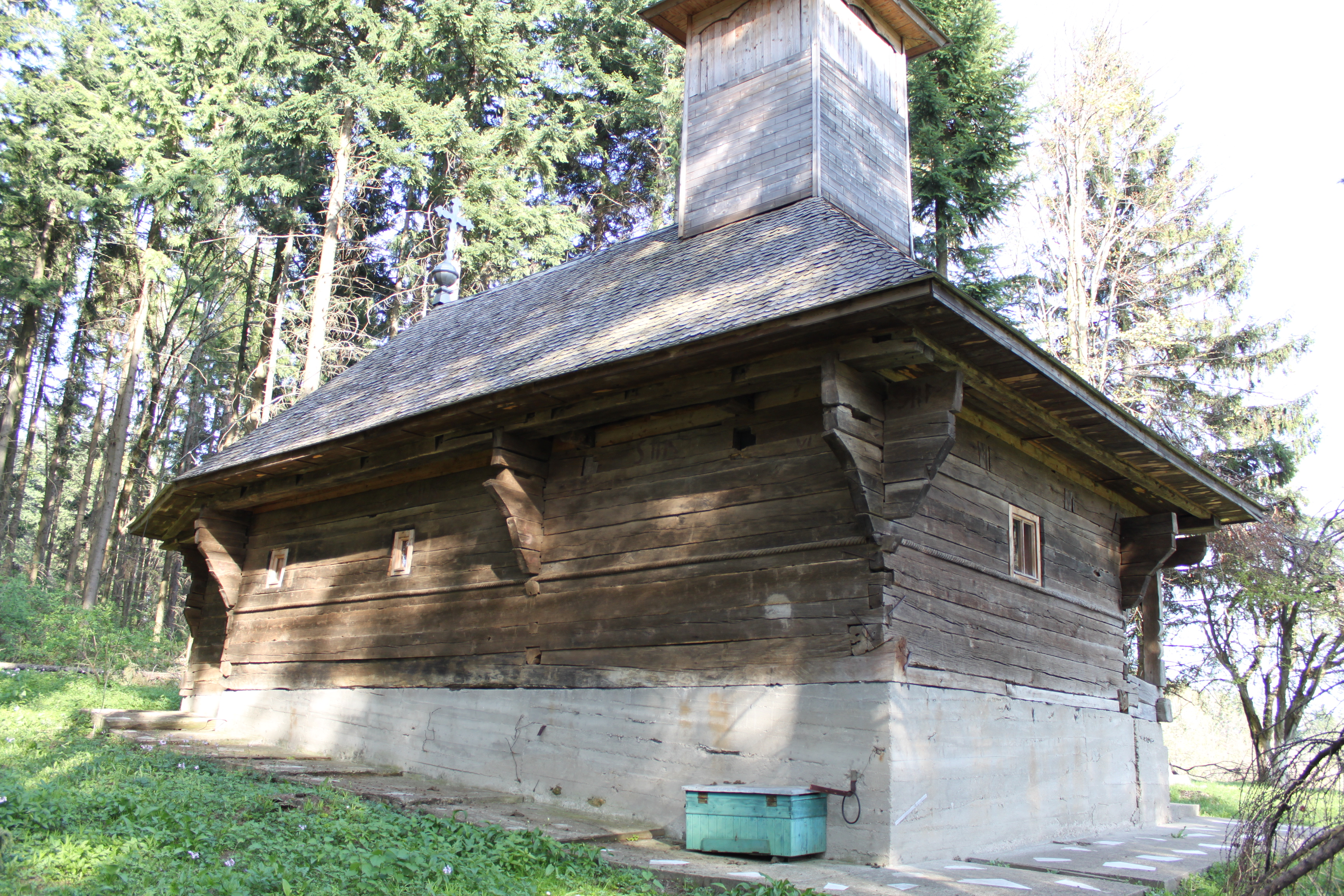
Vedere din nord-vest
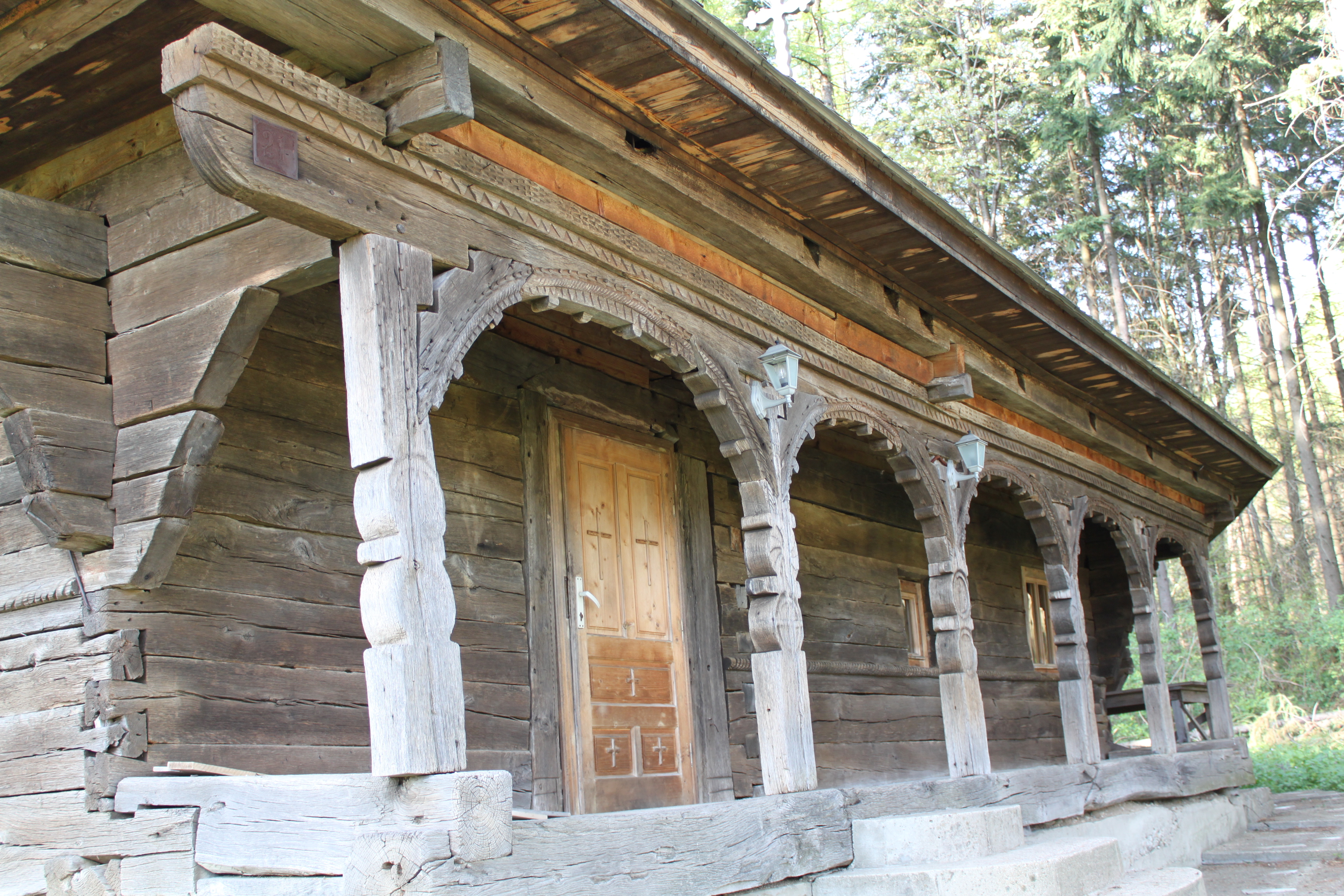
Pridvorul bisericii
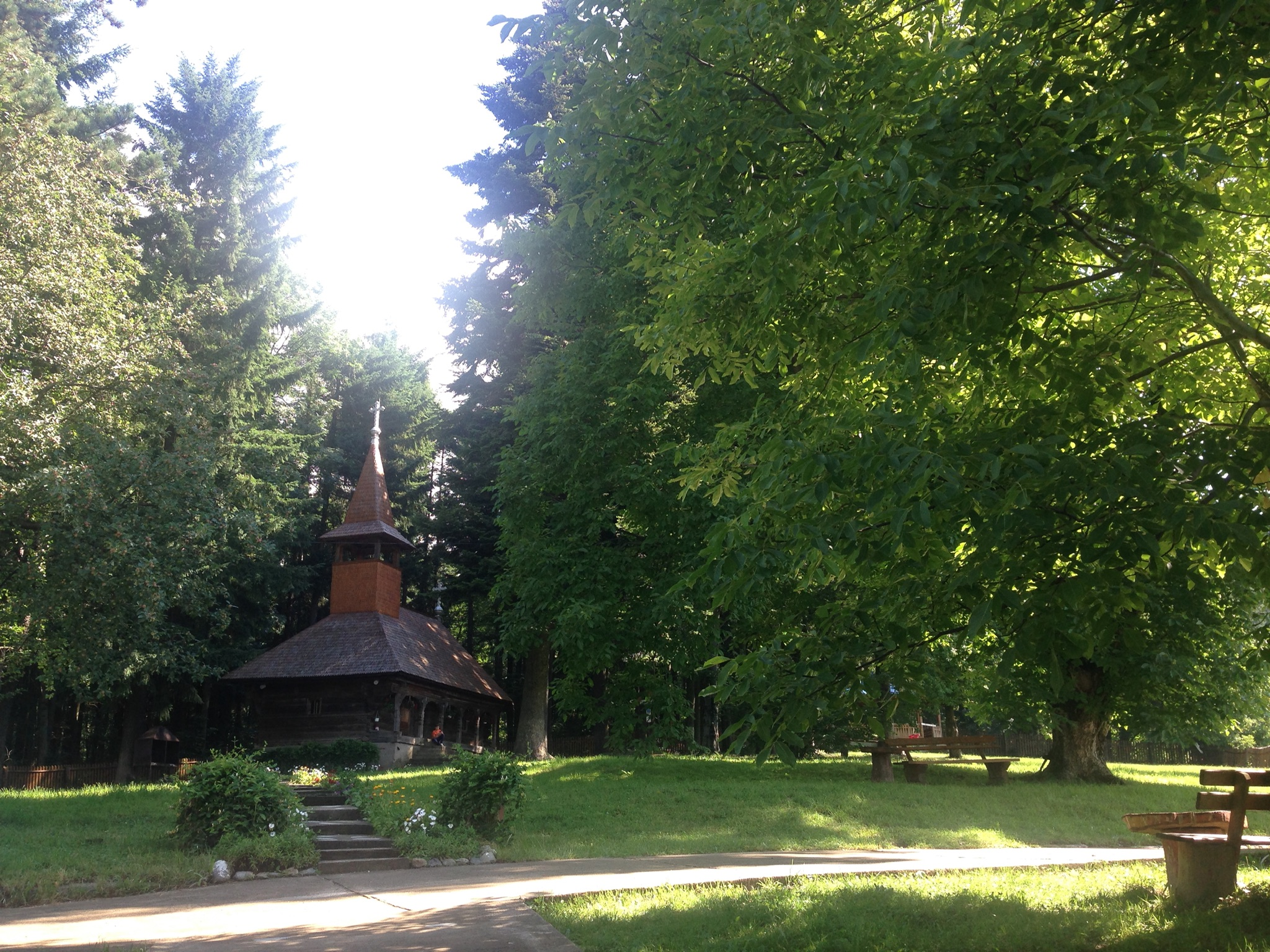
Privire de ansamblu, cuprinzând și curtea
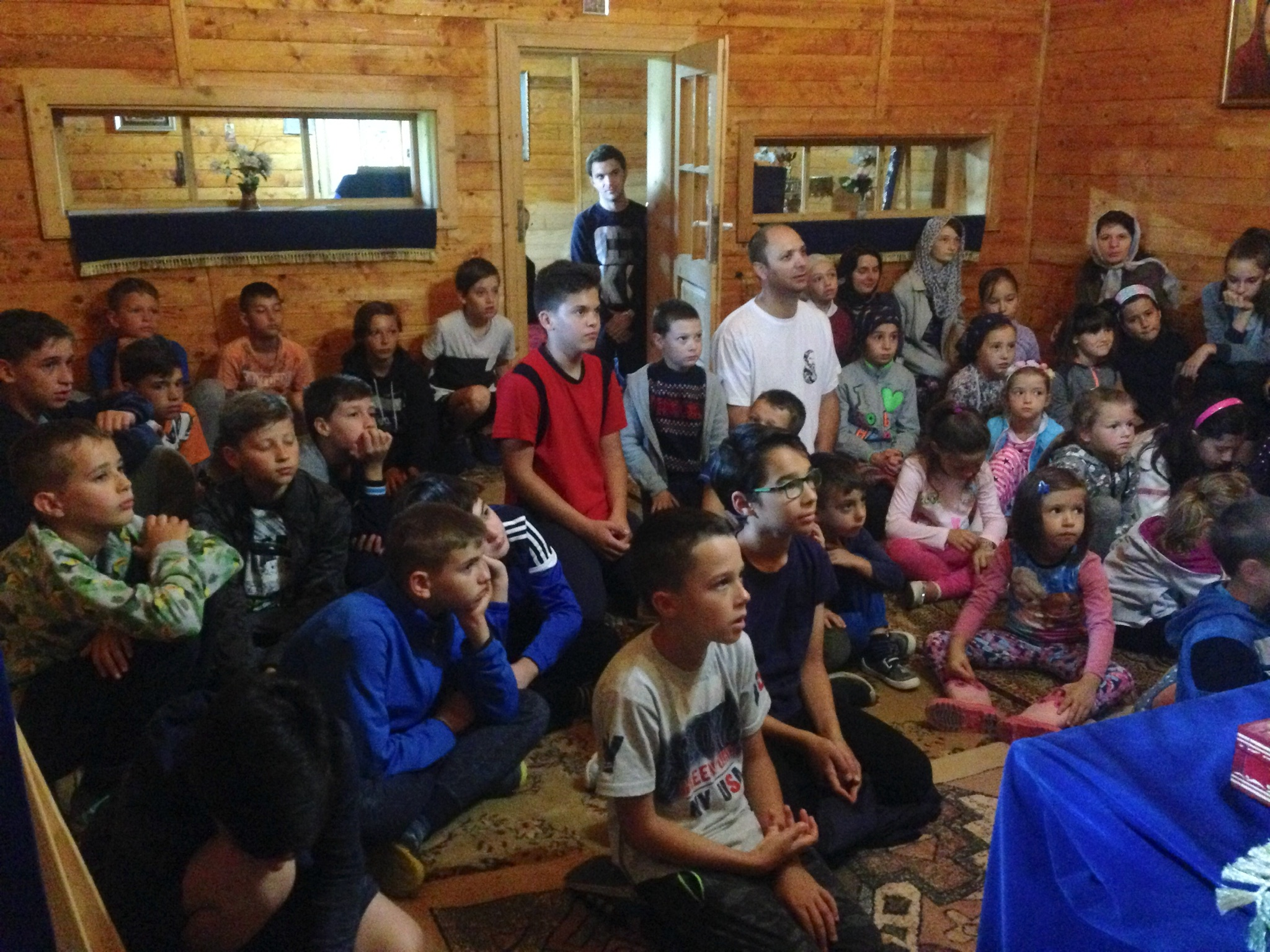
Copii în tabăra de vară, la slujba Utreniei